# Frans Tebak
Franciscus Antonius Maria (Frans) Tebak (Eindhoven, 20 september 1927 – 8 augustus 2002) was een Nederlands voetballer en international die uitkwam voor EVV Eindhoven.

## Loopbaan

### Beginjaren
Frans Tebak en zijn twee jaar oudere broer Jo traden in de voetsporen van hun vader Evert Tebak die twintig jaar in het eerste elftal van EVV Eindhoven speelde. Ze werden ook net als hun vader slager van beroep. 
Beide broers begonnen met voetbal als junior bij buurtvereniging RKVV Madjoe in Stratum. Ze gingen in 1942 naar EVV Eindhoven.
Frans maakte als eerste zijn debuut in het eerste elftal. In de uitwedstrijd tegen Juliana op 30 maart 1947 (2-1 verlies) scoorde hij als debutant de enige Eindhovense treffer. Hij was rechtsbenig maar speelde het grootste deel van zijn carrière als linkerverdediger.

### Nederlands-Indië
In het seizoen 1947/48 was hij een vaste kracht in het elftal. EVV eindigde in de Eerste klasse van het district Zuid I als tweede op een punt achterstand van kampioen BVV dat ook de landstitel won.
Op 31 maart 1948, twee dagen na het einde van de competitie, vertrok hij als dienstplichtig militair naar Nederlands-Indië. Hij was ingedeeld bij het 8e Eskadron Vechtwagens dat gelegerd was op Oost-Java.
Door zijn diensttijd van ruim twee jaar miste hij ook het gehele seizoen 1949/50. Op 9 mei 1950 ging hij voor de terugreis aan boord van stoomschip General M.L. Hersey om begin juni terug te keren in Nederland.

### Drie keer kampioen
Bij de seizoensopening op 10 september 1950 verscheen hij na een afwezigheid van 2,5 jaar weer aan de aftrap. Na de tweede plaatsen in 1951 en 1952 kwamen de grote successen voor EVV. De club werd drie jaar op rij kampioen in de Eerste klasse. Frans Tebak vormde met rechterverdediger Lambert van Tuijl en stopperspil Frans van Tuijl het verdedigingsblok. In het topseizoen 1953/54 miste hij geen enkel duel, evenals in het jaar daarvoor. EVV Eindhoven behaalde de landstitel door de 3-1 zege op 27 juni 1954 thuis tegen DOS.

### International
Door het clubsucces kwamen begin jaren vijftig spelers van EVV in beeld voor het Nederlands elftal. Noud van Melis werd als eerste geselecteerd. Hij debuteerde op 15 oktober 1950 tegen Zwitserland. Dick Snoek was een maand later de tweede Eindhovense debutant. Frans Tebak werd als derde EVV'er op 19 oktober 1952 voor het eerst opgeroepen, voor de uitwedstrijd tegen België ( 2-1 verlies). Hij speelde zijn tiende en laatste interland op 19 mei 1954 toen Oranje in en tegen Zweden met 6-1 verloor.

### Teruggang
Na het succes kwam de ommekeer. De kampioensploeg viel in de loop der jaren uit elkaar. Toch wist EVV zich in 1956 te plaatsen voor de nieuwe Eredivisie. Jo Tebak haakte al snel af maar broer Frans bleef, ook na de degradatie in 1957.
In de Eerste divisie speelde EVV een vrij anonieme rol. In september 1960 miste hij de competitiestart omdat hij niet tot overeenstemming kon komen over zijn contract. In november sloot hij alsnog aan. Een halfjaar later werd hij gehuldigd omdat hij zijn 500e wedstrijd voor EVV speelde.

### Afscheid
Hij zag steeds meer spelers van zijn generatie uit het elftal verdwijnen. Nadat in 1960 Frans van Kemenade (trainer RPC), Jan Louwers (naar PSV), Noud van Melis (gestopt) en Dick Snoek (terug naar Gestelse Boys) waren weggevallen, bleef hij met alleen nog met Piet van Rooij over van het ‘gouden’ elftal uit 1954. 
Het voetballen viel soms lastig te combineren met zijn werk in de slagerij. Zo arriveerde hij voor de uitwedstrijd tegen AGOVV op paaszaterdag 21 april 1962 pas tien minuten voor de aftrap op Sportpark Berg & Bos in Apeldoorn. Hij liep een maand later een schorsing van twee wedstrijden op omdat hij het in de wedstrijd tegen Sittardia op 13 mei aan de stok kreeg met de scheidsrechter.
Het seizoen 1962/63 was zijn allerlaatste. Hij miste de start, omdat hij in het tweede elftal begon, en het competitieslot.

### Enkeloperatie
Na zijn carrière ondervond hij de naweeën van zijn lange voetballoopbaan. Het werken in de slagerswinkel viel hem steeds zwaarder omdat hij door de slijtage aan zijn enkels niet meer pijnvrij kon lopen. Hij onderging in januari 1974 een operatie waarbij de enkelgewrichten met pinnen werden vastgezet. In een interview in de krant Het Vrije Volk van 16 mei 1974 erkende hij dat hij tijdens zijn loopbaan diverse keren een spuit in het gewricht had laten zetten. Om de pijn te verdrijven zodat hij toch kon voetballen. Achteraf zei hij daar spijt van te hebben.
Hij werd in 1994 benoemd tot erelid van FC Eindhoven en in het Jan Louwers Stadion werd een tribune naar hem vernoemd. Hij overleed in 2002 op 74-jarige leeftijd.

## Clubstatistieken
| Seizoen         | Club                                       | Land                                       | Competitie                                 | Competitie                                 | Competitie                                 | Beker                                      | Beker                                      | Internationaal                             | Internationaal                             | Ned.kamp.                                  | Ned.kamp.                                  | Totaal                                     | Totaal                                     |
| Seizoen         | Club                                       | Land                                       | Competitie                                 | Wed.                                       | Dlp.                                       | Wed.                                       | Dlp.                                       | Wed.                                       | Dlp.                                       | Wed.                                       | Dlp.                                       | Wed.                                       | Dlp.                                       |
| --------------- | ------------------------------------------ | ------------------------------------------ | ------------------------------------------ | ------------------------------------------ | ------------------------------------------ | ------------------------------------------ | ------------------------------------------ | ------------------------------------------ | ------------------------------------------ | ------------------------------------------ | ------------------------------------------ | ------------------------------------------ | ------------------------------------------ |
| 1946/47         | EVV Eindhoven                              | Nederland                                  | Eerste klasse Zuid II                      | 7                                          | 1                                          | –                                          | –                                          | –                                          | –                                          | –                                          | –                                          | 7                                          | 1                                          |
| 1947/48         | EVV Eindhoven                              | Nederland                                  | Eerste klasse Zuid I                       | 19                                         | 0                                          | –                                          | –                                          | –                                          | –                                          | –                                          | –                                          | 19                                         | 0                                          |
| 1948/49         | Militaire dienstplicht in Nederlands-Indië | Militaire dienstplicht in Nederlands-Indië | Militaire dienstplicht in Nederlands-Indië | Militaire dienstplicht in Nederlands-Indië | Militaire dienstplicht in Nederlands-Indië | Militaire dienstplicht in Nederlands-Indië | Militaire dienstplicht in Nederlands-Indië | Militaire dienstplicht in Nederlands-Indië | Militaire dienstplicht in Nederlands-Indië | Militaire dienstplicht in Nederlands-Indië | Militaire dienstplicht in Nederlands-Indië | Militaire dienstplicht in Nederlands-Indië | Militaire dienstplicht in Nederlands-Indië |
| 1949/50         | Militaire dienstplicht in Nederlands-Indië | Militaire dienstplicht in Nederlands-Indië | Militaire dienstplicht in Nederlands-Indië | Militaire dienstplicht in Nederlands-Indië | Militaire dienstplicht in Nederlands-Indië | Militaire dienstplicht in Nederlands-Indië | Militaire dienstplicht in Nederlands-Indië | Militaire dienstplicht in Nederlands-Indië | Militaire dienstplicht in Nederlands-Indië | Militaire dienstplicht in Nederlands-Indië | Militaire dienstplicht in Nederlands-Indië | Militaire dienstplicht in Nederlands-Indië | Militaire dienstplicht in Nederlands-Indië |
| 1950/51         | EVV Eindhoven                              | Nederland                                  | Eerste klasse E                            | 22                                         | 0                                          | –                                          | 0                                          | 0                                          | 0                                          | 0                                          | 0                                          | 22                                         | 0                                          |
| 1951/52         | EVV Eindhoven                              | Nederland                                  | Eerste klasse C                            | 26                                         | 0                                          | –                                          | 0                                          | 0                                          | 0                                          | 0                                          | 0                                          | 26                                         | 0                                          |
| 1952/53         | EVV Eindhoven                              | Nederland                                  | Eerste klasse D                            | 26                                         | 1                                          | –                                          | 0                                          | 0                                          | 0                                          | 8                                          | 0                                          | 34                                         | 1                                          |
| 1953/54         | EVV Eindhoven                              | Nederland                                  | Eerste klasse D                            | 26                                         | 0                                          | –                                          | 0                                          | 0                                          | 0                                          | 6                                          | 0                                          | 32                                         | 0                                          |
| 1954/55         | EVV Eindhoven                              | Nederland                                  | Eerste klasse D (afgebroken)               | 8                                          | 2                                          | –                                          | –                                          | 0                                          | 0                                          | 0                                          | 0                                          | 8                                          | 2                                          |
| 1954/55         | EVV Eindhoven                              | Nederland                                  | Eerste klasse D                            | 22                                         | 0                                          | –                                          | –                                          | 0                                          | 0                                          | 5                                          | 0                                          | 27                                         | 0                                          |
| 1955/56         | EVV Eindhoven                              | Nederland                                  | Hoofdklasse A                              | 31                                         | 0                                          | –                                          | –                                          | 0                                          | 0                                          | 0                                          | 0                                          | 31                                         | 0                                          |
| 1956/57         | EVV Eindhoven                              | Nederland                                  | Eredivisie                                 | 34                                         | 2                                          | –                                          | 0                                          | 0                                          | 0                                          | 0                                          | 0                                          | 34                                         | 2                                          |
| 1957/58         | EVV Eindhoven                              | Nederland                                  | Eerste divisie B                           | 28                                         | 2                                          | –                                          | 0                                          | 0                                          | 0                                          | 0                                          | 0                                          | 28                                         | 2                                          |
| 1958/59         | EVV Eindhoven                              | Nederland                                  | Eerste divisie A                           | 29                                         | 0                                          | 0                                          | 0                                          | 0                                          | 0                                          | 0                                          | 0                                          | 29                                         | 0                                          |
| 1959/60         | EVV Eindhoven                              | Nederland                                  | Eerste divisie B                           | 30                                         | 0                                          | –                                          | 0                                          | 0                                          | 0                                          | 0                                          | 0                                          | 30                                         | 0                                          |
| 1960/61         | EVV Eindhoven                              | Nederland                                  | Eerste divisie B                           | 21                                         | 3                                          | –                                          | 0                                          | 0                                          | 0                                          | 0                                          | 0                                          | 21                                         | 3                                          |
| 1961/62         | EVV Eindhoven                              | Nederland                                  | Eerste divisie A                           | 28                                         | 1                                          | –                                          | 0                                          | 0                                          | 0                                          | 0                                          | 0                                          | 28                                         | 1                                          |
| 1962/63         | EVV Eindhoven                              | Nederland                                  | Eerste divisie                             | 18                                         | 1                                          | –                                          | 0                                          | 0                                          | 0                                          | 0                                          | 0                                          | 18                                         | 1                                          |
| Carrière totaal | Carrière totaal                            | Carrière totaal                            | Carrière totaal                            | 375                                        | 13                                         | –                                          | 0                                          | –                                          | –                                          | 19                                         | 0                                          | 394                                        | 13                                         |